# Джейранчёль (степь)
Джейранчёль (азерб. Ceyrançöl) — степь в Азербайджане, расположена в Куринской впадине. Высота достигает 890 м (Чобандаг).

## География
Джейранчёль в основном расположен между реками Кура и Габырры (Иори), на юго-востоке ограничен Мингечевирским водохранилищем.
Ландшафт местности преимущественно полупустынный.
Джейранчёль в основном сложен из пород неогена и антропогена.

### Климат
В Джейранчёле преобладает климат умеренно-тёплых полупустынь и сухих степей. Годовой уровень осадков составляет 200—300 мм.

## Человеческая деятельность
Территория Джейранчёля используется в качестве зимних пастбищ. Здесь имеется нефтяное месторождение. С 1955 по 1991 год в Джейранчёльской степи располагался военный полигон «Генерал», где проводились учения и испытания.